# Pterolophia baloghi
Pterolophia baloghi är en skalbaggsart som beskrevs av Stefan von Breuning 1975. Pterolophia baloghi ingår i släktet Pterolophia och familjen långhorningar. Inga underarter finns listade i Catalogue of Life.